# 까마귀상어

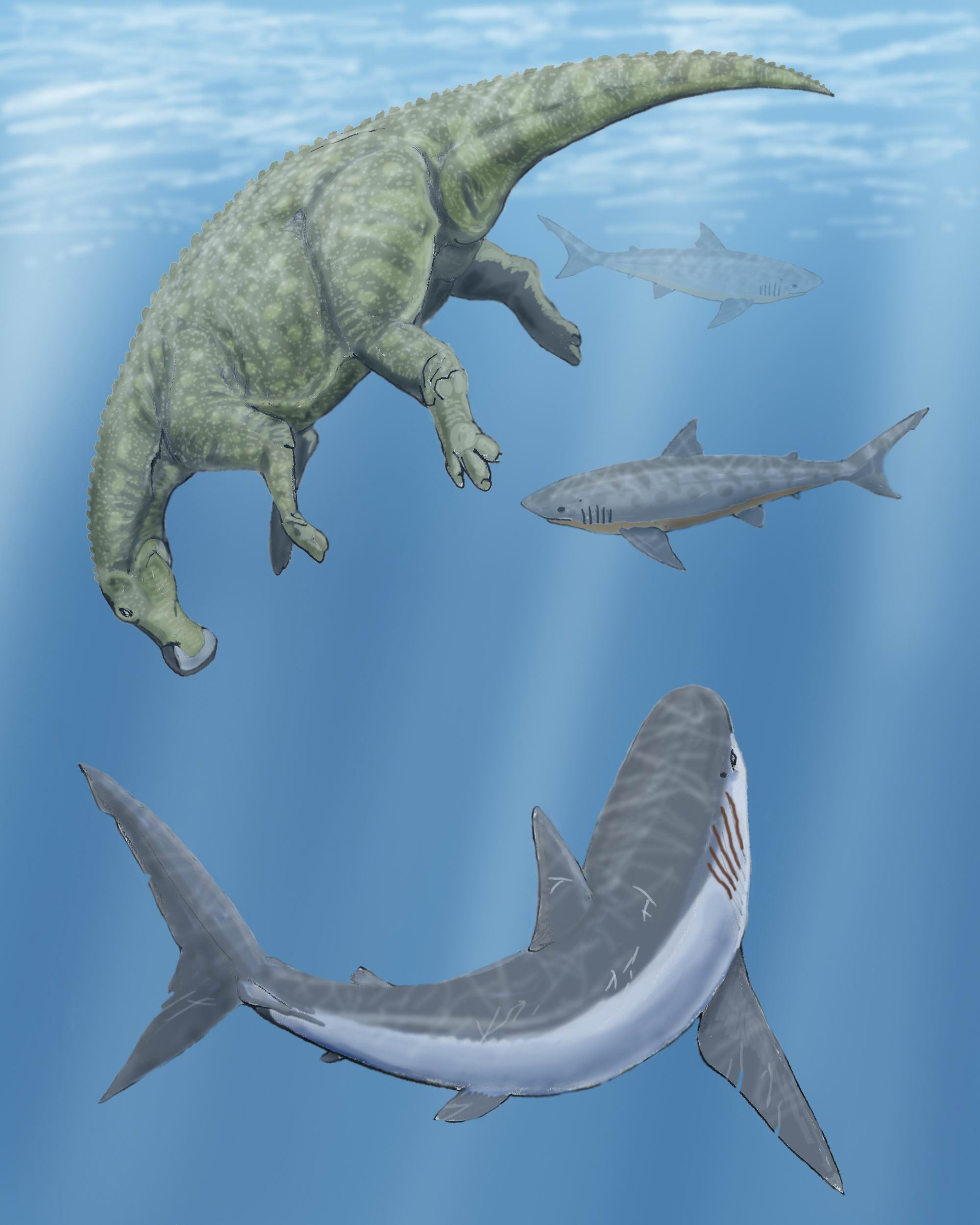

까마귀상어(학명:Squalicorax pristodontus)는 악상어목 까마귀상어과에 속하는 물고기이다. 지금은 멸종된 상어로 몸길이가 평균적으로 1.8~3m이고 최대 개체의 길이는 4.8m에 달하는 중대형의 상어에 속한다.

## 특징
까마귀상어는 치아의 크기가 2.5cm~3cm의 크기를 가지며 당대에 살았던 상어 중에선 상대적으로 작은 이빨을 가진 것이 특징이다. 영어권에서는 스쿠알리코락스(Squalicorax)라는 이름으로도 불리는 어종이다. 작은 이빨은 구부러진 크라운의 톱니 모양과 넓은 주미를 가졌으며 이는 현생에서 살아가는 뱀상어랑 산호상어와 매우 비슷한 특징이 있다. 상대적으로 다른 상어에 비해 날씬하고 유선형의 몸체는 까마귀상어가 매우 빠르게 유영할 수가 있도록 도와줬으며 이는 먹이를 사냥하는 데에 있어서 많은 도움이 되었다. 등지느러미는 2개로 제1등지느러미는 매우 크지만 제2등지느러미는 작았으며 가슴지느러미도 컸지만 배지느러미와 항문지느러미는 작았다. 옆줄을 기점으로 몸의 등쪽은 검은색과 회색을 띄었으며 배쪽은 흰색을 띄었다. 먹이로는 당대에 서식했던 공룡들 중에서 작은 해룡들과 물고기, 갑각류, 두족류를 섭이했을 것으로 추정이 되며 학자들의 사이에선 먹이를 사냥하는 종인지 단순히 청소부인 종인지에 대해 의견이 갈리는 종이기도 하다.

## 생존시기와 서식지와 화석의 발견
까마귀상어가 생존했던 시기는 중생대의 백악기이며 지금으로부터 약 9800만년전~6600만년전에 서식했던 상어이다. 생존했던 시기에는 대서양과 지중해를 중심으로 서식했을 어종으로 추정이 된다. 까마귀상어는 백악기가 끝나가는 백악기-팔레오기 대량절멸이 일어났을 때에 공룡들과 같이 멸종한 것으로 추정이 되며 화석의 발견은 미국, 캐나다, 프랑스, 모로코, 카자흐스탄, 요르단과 유럽의 전역에서 발견이 되었다. 최초의 화석 발견은 1939년에 미국의 고생물학자들에 의해 처음으로 발견이 되었으며 북미의 백악기 시대에 형성된 퇴적물에서 최초로 이빨의 화석이 발견된 어종이다.

## 같이 보기
- 악상어목
- 화석